# Горски цар (балада)
„Горски цар“ е балада от Йохан Волфганг фон Гьоте. По нея е създадена музика от Франц Шуберт и от Карл Льове. Баладата разказва за дете, убито от Горския цар (в германския фолклор, Горският цар е зъл дух, често свързван с дявола). Написана е през 1782 година за една опера-балада, наречена Die Fischerin (Рибарката).
Дете умира на коня по време на пътуване с баща си и едва при пристигането на крайната цел, бащата разбира, че е загубил сина си. Пътуването се осъществява на кон, при мъгла и в тъмното. При тези условия възприятията на участниците за случващото се около тях, се различават. Детето иска да насочи вниманието на баща си към Горския цар и други заобикалящи ги обекти, които го привличат или превиждат, но бащата намира бърз отговор за тези явления. Накрая на общия път, осеян с притеснения за младия спътник, се оказва, че той се е поминал.
Дървото елша е от семейството на брезите и може да расте в бедна на хранителни вещества почва, изхвърля листата си още зелени и се нарича също дърво-пионер.

Някои литературни критици свързват творбата с интимни преживявания на героите, други отхвърлят тази теза.